# RCW 120
RCW 120 es una nebulosa de emisión (concretamente una región H II) situada en la Vía Láctea austral, a una distancia aproximada de unos 4.500 años-luz de la Tierra.
 Esta nebulosa también es conocida como Sh 2-3 y Gum 58, con coordenadas galácticas 348.25°, 0.49°.
RCW 120 es ionizada por la estrella masiva de tipo espectral O8 V CD -38 11636, identificada por Y.P. Georgelin e Y.M. Georgelin en 1970. 
La nebulosa es una  región de formación estelar, SFR 348.26+0.47, que posee 3 máseres y una radio-región HII (CH87 347.386+0.266).
Las imágenes del telescopio espacial infrarrojo Herschel muestran una estrella embrionaria que aparentemente todavía no ha encendido su motor termonuclear, y que podría convertirse en una estrella muy luminosa en unos pocos centenares de miles de años. Esta protoestrella tiene unas diez masas solares y puede aún crecer mucho más, acretando el gas y el polvo que la rodea. Las teorías actuales de formación estelar aún enfrentan problemas para entender los procesos astrofísicos que gobiernan la formación de tales estrellas, por lo tanto el estudio de estos objetos embrionarios en sus etapas iniciales es crucial para avanzar en tal entendimiento.

El Catálogo RCW, fue publicado en 1960, y su nombre se deriva de las iniciales de sus autores: Alexander William Rodgers, Colin T. Campbell and John Bolton Whiteoak, quienes liderados por Bart Bok, catalogaron las nebulosas australes mientras trabajaban en el Observatorio de Monte Stromlo (Australia).